# Martie Maguire
Pour les articles homonymes, voir Maguire.
Martie Maguire, née le 12 octobre 1969 à York (Pennsylvanie), est une musicienne américaine, membre fondateur du groupe féminin de country Dixie Chicks ainsi que du duo de bluegrass Court Yard Hounds.